# Mercatone Uno (ciclismo 1997-2003)
La Mercatone Uno è stata una squadra maschile italiana di ciclismo su strada, attiva tra i professionisti fra il 1997 e il 2003.
Nascita e storia della squadra sono legate indissolubilmente alla figura di Marco Pantani, scalatore protagonista dei Grandi Giri a tappe negli anni Novanta e primi anni Duemila, giunto all'apice del successo nel 1998, con la conquista della "doppietta Giro-Tour". La squadra, che ebbe fra i team manager Giuseppe Martinelli, Marino Amadori e Davide Boifava, rivinse poi il Giro d'Italia nel 2000 con Stefano Garzelli.
Sponsor principale nelle sette stagioni di attività fu Mercatone Uno, catena italiana di negozi di elettrodomestici diretta da Romano Cenni. Nel 2003 si aggiunse come co-sponsor l'azienda vinicola Scanavino, mentre negli anni precedenti la squadra aveva usufruito della partnership di Albacom, oltre che della Bianchi, fornitrice delle biciclette dal 1998 al 2001.

## Storia

### Origini
Nel 1962 Romano Cenni, imprenditore e fondatore del Mercatone Germanvox, entrò nel ciclismo sponsorizzando una nuova società, il «Gruppo Sportivo Victoria Germanvox». Nella seconda metà degli anni '60, la squadra approcciò l'attività professionistica come Germanvox-Wega, portando in organico, tra gli altri, Vito Taccone e Ole Ritter.
Anni più tardi, tra il 1992 e il 1995, un'altra squadra ciclistica denominata Mercatone Uno, divenuta poi Saeco, fu attiva nel circuito con licenza di San Marino.

### 1997: il ritorno alle corse e il podio al Tour

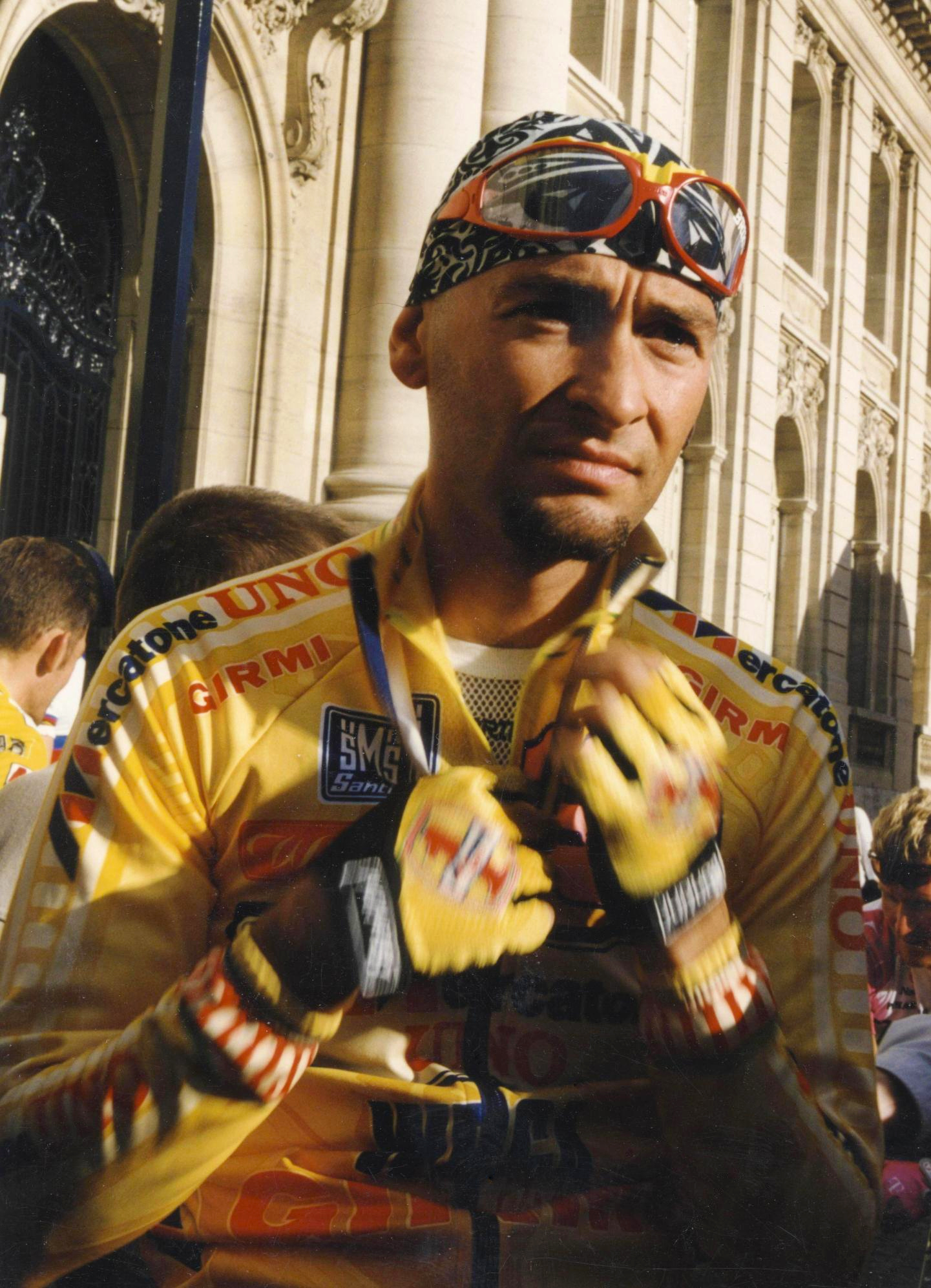
Il capitano della squadra, Marco Pantani, nel 1997

Nel 1997, dopo una pausa di un anno, la Mercatone Uno tornò alle corse. La nuova squadra nacque per volere del patron Romano Cenni e di Luciano Pezzi, già gregario di Fausto Coppi e direttore sportivo di Felice Gimondi. La formazione era stata pensata perlopiù come una sorta di selezione dell'Emilia-Romagna e costruita appositamente attorno allo scalatore Marco Pantani per far bene nei grandi Giri. Pantani, di rientro da un anno di inattività per via di un grave infortunio occorsogli alla fine del 1995, ritrovò gran parte dei compagni che aveva avuto fino all'anno precedente in Carrera Jeans, tra i quali Massimo Podenzana e Marcello Siboni, ai quali si aggiunsero l'amico ed esperto scalatore Roberto Conti, Beat Zberg e il neoprofessionista Stefano Garzelli. Anche il dirigente Giuseppe Martinelli, legato al capitano dalla precedente esperienza in Carrera, fu parte del progetto, mentre l'altro mentore di Pantani, Davide Boifava, creò la Asics-CGA. Le biciclette erano fornite dalla Wilier Triestina, mentre il bacino di sponsor, primo fra tutti Mercatone Uno, attingeva dalla Romagna, a rinforzare l'idea di una squadra molto radicata nel territorio.
La stagione iniziò bene: il velocista Mario Traversoni trionfò nella settima tappa della Tirreno-Adriatico. Anche Pantani, atteso con grande interesse dal pubblico, figurò positivamente in tutte le corse di inizio anno; perciò, pur tra le perplessità di un ritorno alle gare quanto mai difficile, si presentò con ambizioni di classifica al Giro d'Italia, grande obiettivo di stagione. Nonostante qualche primo segnale sugli Appennini, fu vittima di un nuovo infortunio nella tappa con arrivo a Cava de' Tirreni. Pantani non riuscì a rientrare in gruppo e concluse la tappa con estrema fatica, scortato al traguardo dai compagni di squadra; una volta in ospedale, gli fu diagnosticata la lacerazione di un centimetro nelle fibre muscolari della coscia sinistra, che lo costrinse ad abbandonare la corsa. Gli subentrò come capitano Stefano Garzelli, che chiuse terzo in classifica scalatori e ottavo in generale, ma staccatissimo dal vincitore Ivan Gotti.
La risonanza magnetica cui Pantani si sottopose qualche giorno più tardi espresse un verdetto più benigno, che gli permise di recuperare abbastanza velocemente e tornare in sella alla bici già al Giro di Svizzera, con l'obiettivo di saggiare la gamba in vista del Tour de France.
In Francia, a dispetto di vari contrattempi e del ritardo di condizione legato al nuovo imprevisto fisico, Pantani riuscì comunque a piazzarsi tra i primi tre in entrambe le tappe pirenaiche, con arrivi in quota a Loudenvielle e Andorra la Vella, per poi vincere due delle tre tappe alpine del programma, con arrivo rispettivamente all'Alpe d'Huez e Morzine. Il ritardo accumulato nelle prove contro il tempo e nella sciagurata tappa di Courchevel (nella quale fu pesantemente condizionato da una fastidiosa bronchite), si sarebbe però rivelato determinante al termine della corsa: in classifica finale, il capitano della Mercatone fu terzo, preceduto da Jan Ullrich, vicecampione uscente, e l'idolo di casa Richard Virenque. In quello stesso Tour vinse una tappa anche Mario Traversoni.
Altre vittorie di rilievo in stagione arrivarono da Beat Zberg, trionfatore alla Coppa Placci, e da Sergio Barbero al Giro di Toscana.

### 1998: la tripletta Giro d'Italia - Tour de Suisse - Tour de France
Il 1998 l'obiettivo fu rivolto nuovamente al Giro d'Italia: il team lavorò sin dall'inizio della stagione con il proposito di portare Pantani al riscatto. La squadra romagnola iniziò una collaborazione con la storica azienda produttrice di biciclette Bianchi, che divenne anche il secondo sponsor della squadra (rinominata, appunto, Mercatone Uno-Bianchi). L'organico si arricchì degli arrivi di Fabiano Fontanelli (già vincitore di una tappa al Giro d'Italia 1997 tra le file della dismessa MG Boys-Technogym), Riccardo Forconi dalla Amore & Vita, Marco Fincato dalla Roslotto e di Marco Velo, forte cronoman abile anche in salita, in arrivo dalla Brescialat, tutti futuri gregari nelle imprese di Pantani. Nell'area tecnica della Mercatone arrivò anche Orlando Maini, già direttore sportivo di Pantani ai tempi del Giro d'Italia dilettanti.
Rispetto all'anno precedente, Pantani riuscì a imporsi già ai principi della stagione: alla Vuelta a Murcia, corsa invernale al tempo piuttosto importante, domò l'arrivo allo sprint ristretto sul Morrón de Totana (dove nel 1997 era stato secondo), chiudendo al terzo posto in classifica generale, dietro Aleksandr Vinokurov e Alberto Elli. Diede buoni segnali anche al Giro del Trentino, dove rivaleggiò con i migliori, e si presentò in buone condizioni al Giro d'Italia.
Ai nastri di partenza del Giro d'Italia, il principale rivale del Pirata era considerato Alex Zülle, detto la "Talpa svizzera", passista esperto, ma abile anche in salita, nonché specialista delle gare a cronometro. Per evitare di perdere secondi preziosi lungo le tappe di un percorso che poco esaltava le sue caratteristiche, Pantani decise di andare all'attacco in qualsiasi frazione presentasse delle minime variazioni altimetriche. Tuttavia, in assenza di pendenze rilevanti, lo svizzero lo controllò pressoché sempre. Pur movimentando molto la corsa, il Pirata finì perciò per guadagnare qualche secondo sul suo principale avversario soltanto nell'arrivo in salita dell'undicesima frazione, Macerata-San Marino (quando fu 2°, dietro ad Andrea Noè) e nell'arrivo a Piancavallo, dove vinse la tappa in condizioni atmosferiche di caldo torrido, issandosi al secondo posto in classifica generale.

Pantani in maglia rosa nella decisiva tappa di Montecampione, Giro d'Italia 1998

Staccato di circa tre minuti e mezzo da Zülle nella cronometro del 31 maggio attraverso la città di Trieste e con ormai poche occasioni a disposizione per riscrivere la classifica, il Pirata stravolse la classifica nelle tre tappe alpine previste dal programma: il 2 giugno, in occasione della frazione di Selva di Val Gardena, attaccò sulla Marmolada e arrivò secondo al traguardo, appaiato allo scalatore Giuseppe Guerini, coautore con lui di una lunga fuga. Scalzato il rivale dalla testa della classifica e conquistata la maglia rosa, all'indomani il romagnolo allungò ancora sullo svizzero e controllò il più diretto rivale, Pavel Tonkov, nella tappa vinta da quest'ultimo allo sprint sotto il traguardo dell'Alpe di Pampeago. Decisiva si sarebbe rivelata la frazione di Plan di Montecampione, il 4 giugno: con un Zülle ormai alla deriva e staccato di più di mezz'ora, Pantani attaccò ripetutamente Tonkov, che finì per mollare la presa a due chilometri dall'arrivo, pagando un ritardo di circa un minuto. Con un'ottima prova nella cronometro finale Mendrisio-Lugano (nella quale colse il 3º posto), Pantani mantenne la maglia rosa e concluse primo in classifica, portando a casa anche la maglia verde dedicata ai migliori scalatori (nell'occasione, superò José Jaime "Chepe" González) e arrivando secondo nella classifica a punti, dietro a Mariano Piccoli. Anche Fabiano Fontanelli portò a casa una tappa, grazie all'affermazione sul traguardo di Asiago, mentre l'esperto Massimo Podenzana fu undicesimo in generale.
Al Giro di Svizzera, fu invece dominatore Stefano Garzelli. Dopo un Giro d'Italia sfortunato, in cui aveva rimediato un infortunio, il giovane atleta di Varese si riprese in tempo per la kermesse svizzera e conquistò per distacco la quarta tappa con arrivo a Lenzerheide, che partiva proprio dalle strade di casa sua. Si riconfermò all'indomani, ipotecando di fatto il successo finale, grazie ai 53 secondi di distacco inflitti in generale all'ex compagno di squadra Beat Zberg.
In quegli stessi giorni, Pantani aveva interrotto totalmente gli allenamenti per godersi il successo del Giro. Il Pirata, che non voleva proseguire la stagione delle Grandi Corse, cambiò repentinamente idea a due settimane dall'inizio del Tour de France, quando venne a mancare Luciano Pezzi, cui era molto legato. Presentatosi con pochi km nelle gambe alla Grande Boucle, accumulò nelle prime sette tappe un ritardo di quasi 5' dal favorito in maglia gialla Jan Ullrich, che si era invece preparato in modo molto più sistematico. Con il passare dei giorni, però, Pantani ritrovò la miglior condizione e recuperò terreno, cominciando dalle tappe in programma sui Pirenei: colse dapprima il secondo posto nella tappa Pau-Luchon (attaccando nella discesa del col de Peyresourde) e poi staccò tutti a Plateau de Beille. Questi due assoli gli permisero di dimezzare il suo svantaggio e issarsi al quarto posto nella generale. Durante la quindicesima frazione, che andava da Grenoble a Les Deux Alpes, avvenne la svolta: il Pirata andò all'attacco da lontano sul Col du Galibier, a circa 50 km dal traguardo, nonostante le difficili condizioni atmosferiche di pioggia e freddo gelido. Ullrich - mal alimentatosi e spossato dal freddo pungente - andò in crisi irreversibile; il Pirata ne approfittò e conquistò il traguardo finale in solitaria, infliggendo quasi nove minuti di svantaggio all'arrivo al campione in carica. Fatta sua la maglia gialla, da quel momento Pantani controllò bene Ullrich sia nella tappa alpina di Albertville, sia nella cronometro di Le Creusot, portando la maglia gialla fino agli Champs-Élysées, a dispetto dei numerosi scioperi di ciclisti nati in reazione all'affaire Festina, lo scandalo doping che sconvolse quell'edizione della corsa e che rischiò di bloccarla prima dell'arrivo a Parigi.
Nell'agosto 1998, Pantani capitalizzò la vittoria del Tour, conquistando la classifica generale dell'À travers Lausanne, dinanzi a un pubblico stimato in oltre 30.000 persone. A completare un'annata memorabile, la vittoria di Marco Velo ai Campionati italiani di ciclismo su strada nella prova a cronometro.

### 1999: dal possibile trionfo al Giro al ritiro di Pantani
Dopo i trionfi del 1998 nei giri a tappe più prestigiosi, la Mercatone Uno si pose l'obiettivo di riconfermarsi ai vertici del ciclismo mondiale. La preparazione fu orientata al Giro d'Italia, disegnato dopo tanti anni sulle caratteristiche fisiche e atletiche di Marco Pantani, ma anche sulla Vuelta e su altre gare di un giorno o corse a tappe più brevi. Fu data, dunque, fiducia al blocco di corridori capaci di portare al successo, tra la primavera e l'estate dell'anno precedente, Stefano Garzelli e soprattutto il capitano Pantani. Tra i pochi cambiamenti di casacca, quello dello sprinter Traversoni, che passò alla Saeco di Mario Cipollini, e gli innesti di elementi d'esperienza come Michele Coppolillo e soprattutto Enrico Zaina, scalatore puro e già secondo al Giro d'Italia del 1996.
Gli uomini di punta della squadra dimostrarono di essere già in un ottimo stato di forma per le prime corse della stagione.
Garzelli vinse allo sprint il Gran Premio Miguel Indurain e la quarta tappa alla Vuelta al País Vasco, confermandosi competitivo anche in questo tipo di arrivi, e conquistò un terzo posto finale alla Tirreno-Adriatico; Fontanelli trionfò nella quinta semitappa della Setmana Catalana de Ciclismo. Pantani fece ancora meglio: replicò il successo dell'anno prima nell'arrivo in salita della Vuelta a Murcia (stavolta collocato al Collado Bermejo) e si aggiudicò anche la classifica finale della kermesse. Addirittura nella Milano-Sanremo attaccò sulla salita della Cipressa e, pur dovendo far i conti col vento contrario, provò fino all'ultimo a vincere, pur su di un percorso poco adatto alle sue caratteristiche da scalatore (nell'occasione, Garzelli fu quarto). In generale, il Pirata si dimostrò pimpante per tutta la primavera, destando ottime impressioni in diverse delle gare propedeutiche alle principali corse a tappe della stagione, quali la Setmana Catalana, nella quale colse un successo parziale in salita, e il Giro del Trentino, al termine del quale si piazzò terzo a soli 7'' dal vincitore Paolo Savoldelli.

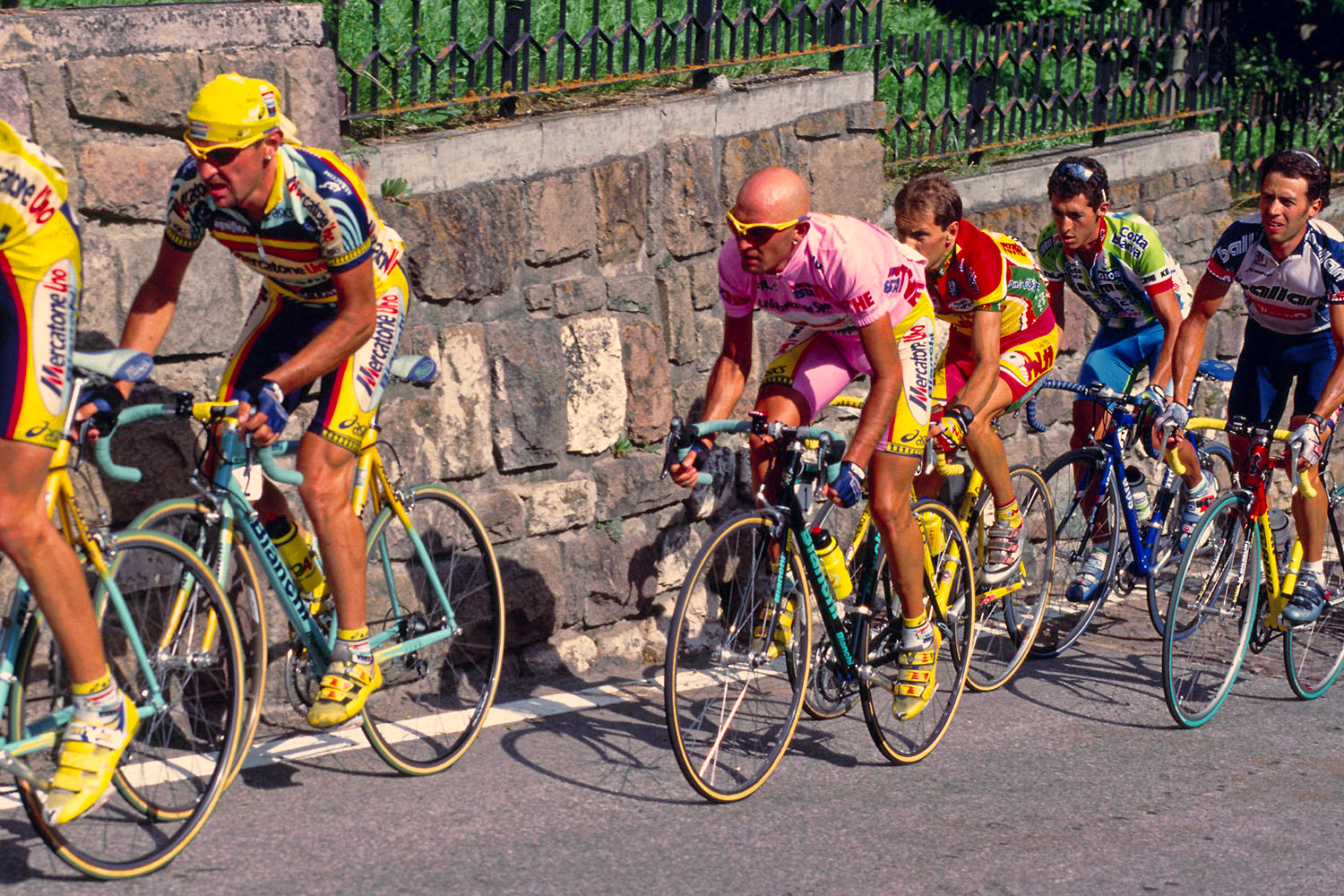
Pantani in maglia rosa al Giro d'Italia 1999, protetto in salita dal suo gregario Enrico Zaina e marcato stretto dai rivali in classifica Ivan Gotti, Roberto Heras e un giovane Gilberto Simoni.

Pantani confermò le buone sensazioni anche nel successivo Giro d'Italia, obiettivo primario della sua stagione: diversamente dai due anni precedenti, non sfigurò mai a cronometro e già sugli Appennini diede prova di notevole brillantezza, giungendo quarto al traguardo nella tappa del Monte Sirino e ottenendo la maglia rosa nell'accidentata frazione con arrivo al Gran Sasso d'Italia, vinta per distacco. Perse poi il simbolo del primato nella frazione a cronometro che attraversava Ancona, ma tornò a vestire ben presto di rosa, distaccando sul Colle Fauniera il suo rivale capoclassifica, Laurent Jalabert. Nella successiva tappa con arrivo al Santuario di Oropa, dopo un salto di catena occorsogli ai piedi della salita, riuscì con l'aiuto della sua squadra a superare l'iniziale difficoltà e recuperare uno per uno tutti gli avversari che lo avevano attaccato, arrivando in solitaria al traguardo di Oropa. Nelle successive tappe prealpin, il Pirata controllò soprattutto i suoi avversari più agguerriti, quali Jalabert e Savoldelli. Arrivò, così, al massimo della forma a giocarsi la vittoria finale nel trittico di tappe alpine, per le quali era da più parti dato per favorito. Vinse all'Alpe di Pampeago, mettendo circa 3' tra sé e il diretto inseguitore Savoldelli e balzando addirittura in testa alla classifica della maglia ciclamino, generalmente appannaggio dei velocisti. Nella tappa seguente, nonostante i piani di squadra fossero conservativi, gli scatti tentati da due uomini di classifica quali Laurent Jalabert e Gilberto Simoni lo indussero a sferrare un micidiale contrattacco, che lo portò a transitare per primo sul traguardo di Madonna di Campiglio, con almeno un minuto di vantaggio su tutti i suoi principali inseguitori, e a rinsaldare anche la leadership della classifica scalatori, non senza malumori tra i corridori. Alla vigilia dell'ultima tappa di montagna, peraltro a lui estremamente congeniale, sembrava che nessuno ormai potesse sfilargli la vittoria finale: il Pirata era, infatti, primo in classifica con 5'38" sul secondo, Paolo Savoldelli (in netto calo di forma già dalla tappa di Pampeago), e 6'12" su Ivan Gotti, che non era mai riuscito a staccarlo dall'inizio del Giro.
Le cose cambiarono per Pantani proprio il 5 giugno a Madonna di Campiglio: alle ore 10:10 locali, furono resi pubblici i risultati dei consueti controlli, svolti dai medici dell'UCI in quella stessa mattinata sugli atleti di classifica. Tali test riscontravano nel sangue di Pantani una concentrazione di globuli rossi superiore al consentito: il valore di ematocrito rilevato al romagnolo era infatti del 51,8%, di poco superiore al margine di tolleranza dell'1% sul limite massimo consentito dai regolamenti, 50%. Nell'occasione, pur non risultando positivo a un controllo antidoping, Pantani fu legittimamente escluso dalla Corsa Rosa "a scopo precauzionale" (come in uso dire al tempo): sulla base dei regolamenti sportivi da poco introdotti a tutela della salute dei corridori, avrebbe dovuto ripresentarsi dopo 15 giorni a Losanna a effettuare un controllo per verificare l'abbassamento dei livelli e avere il via libera a riprendere le corse.
Alla notizia dell'esclusione, la squadra del Pirata si ritirò in blocco dal Giro. Paolo Savoldelli, nonostante fosse subentrato al primo posto in classifica, rifiutò di indossare la maglia rosa alla partenza della tappa del Mortirolo, rischiando una squalifica. L'ultima e decisiva frazione di montagna fu poi vinta dallo spagnolo Roberto Heras, mentre la maglia passò a Ivan Gotti, che all'indomani a Milano fu incoronato vincitore del Giro per la seconda volta in carriera Pantani, che inizialmente non aveva nel mirino il successivo Tour de France, dopo voci di un possibile ritiro dall'attività, rinunciò comunque a proseguire la stagione, anche se la sospensione di quindici giorni comminatagli glielo avrebbe consentito e nonostante l'incitamento del suo direttore sportivo, Giuseppe Martinelli, convinto che una vittoria alla Grande Boucle, alla Vuelta o ai Campionati del mondo di Verona avrebbe fugato ogni polemica sul Pirata.
Al successivo Tour de France, la Mercatone Uno andò senza Pantani e si aggiudicò una tappa e un secondo posto con Dmitrij Konyšev. In stagione, nonostante la delusione del Giro, arrivarono per la squadra numerose vittorie nelle classiche italiane: Giro dell'Appennino con Simone Borgheresi, Tre Valli Varesine e Giro del Lazio con Sergio Barbero, Giro di Romagna con Roberto Conti, Coppa Sabatini con lo stesso Konyšev, oltre al bis di Marco Velo nella prova a cronometro dei Campionati italiani.

### 2000: il ritorno di Pantani e la vittoria al Giro con Garzelli

La vittoria di Stefano Garzelli al Giro d'Italia 2000

Nel periodo successivo ai fatti di Madonna di Campiglio, braccato dai media e in preda a una forte depressione, Pantani era rimasto a lungo chiuso in casa, allontanandosi dal ciclismo e cadendo nella spirale della cocaina. Sebbene il Pirata fosse atteso da tutti al grande ritorno e avesse messo addirittura in preventivo una partecipazione a tutti e tre i Grandi Giri, all'inizio del 2000 il suo malessere fu palese fin dal ritiro organizzato dalla Mercatone Uno alle Isole Canarie e si tradusse in una serie di forfait nelle principali gare di avvicinamento al Giro d'Italia. La sua preparazione si fece via via frammentata, fino a diventare inesistente. Nel marzo del 2000, con una lettera aperta, annunciò di volersi allontanare a tempo indeterminato dalle corse.
Con Pantani fuori dai giochi, nella prima parte di stagione arrivarono i successi di Fontanelli nella quinta tappa della Settimana Ciclistica Internazionale, di Garzelli nella quarta tappa della Settimana Ciclistica Lombarda e di Simone Borgheresi, che vinse una tappa e la classifica generale del Giro del Trentino. Quando a primavera inoltrata il Pirata sembrò in grado di superare il problema della dipendenza da cocaina per partecipare all'imminente Giro d'Italia, ci si rese presto conto di come la sua condizione fisica non fosse adatta a una competizione così dura. Ormai alla Mercatone Uno si pensava a un Giro senza Pantani e i nove posti destinati al team romagnolo erano stati così assegnati: l'emergente Stefano Garzelli promosso con i gradi di capitano e, dietro di lui, una batteria di gregari composta da Daniele De Paoli, Marco Velo, Enrico Zaina, Ermanno Brignoli, Simone Borgheresi, Riccardo Forconi, Fabiano Fontanelli e Massimo Podenzana. A pochi giorni dal via, quest'ultimo fu escluso per far posto proprio a Pantani.
La prova del Pirata in quel Giro non fu all'altezza delle precedenti edizioni, e ciò per via di una condizione non ottimale, che comportava grande difficoltà del romagnolo nel reggere il passo dei migliori in salita, come nel caso della tappa con arrivo all'Abetone. Pantani tornò ai suoi livelli nella sola tappa Saluzzo-Briançon, che prevedeva l'ascesa al Colle dell'Izoard, montagna del Tour de France prestata per esigenze organizzative al Giro d'Italia: rimasto inizialmente staccato sulla salita del Colle dell'Agnello, rientrò sui migliori proprio sull'Izoard e lavorò da gregario per il suo capitano, rispondendo agli attacchi di Francesco Casagrande e, soprattutto, Gilberto Simoni, mantenendo un'andatura insostenibile per loro, così da neutralizzarli e fiaccarne la resistenza. Una volta scortato il capitano Garzelli al Gran Premio della Montagna, si gettò a capofitto nella discesa di Briançon, cogliendo un secondo posto di tappa importante per il morale. La tappa fu cruciale per l'esito della corsa: Garzelli, infatti, che aveva trionfato il giorno prima nella diciottesima tappa con arrivo in quota a Prato Nevoso, riuscì a non perdere terreno dai due principali avversari in generale e, addirittura, a ipotecare la vittoria finale a danno di Francesco "Nando" Casagrande grazie a un'ottima performance nella successiva cronoscalata del Sestriere.
Il varesotto tornò poi al Tour de Suisse vinto due anni prima, ma stavolta riuscì a conquistare solamente l'ottava tappa con arrivo a La Punt.

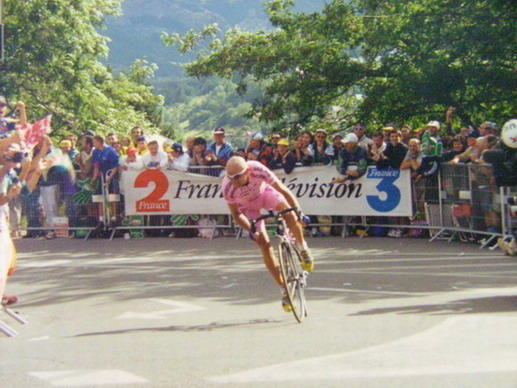
Pantani al Tour de France 2000, all'attacco delle ultime rampe che portano a Courchevel 2000.

Pur non ancora brillantissimo, Pantani invece affrontò il successivo Tour de France con buon entusiasmo, stimolato dal possibile scontro in salita con Lance Armstrong (già primo nel 1999 e futuro vincitore incontrastato delle seguenti edizioni - vittorie tutte poi revocategli per doping). Il Pirata rimediò cinque minuti di ritardo nella prima settimana e altri cinque sui Pirenei. Si riscattò tre giorni più tardi, il 13 luglio, nella tappa del Mont Ventoux: dopo aver faticato a tenere il ritmo dei migliori nelle fasi iniziali della salita, recuperò il gruppo di testa e andò via, tagliando per primo il traguardo, appaiato ad Armstrong. Il recupero di Pantani continuò sulle salite alpine: il 15 luglio, dopo aver battagliato con Armstrong sull'Izoard, il corridore di Cesenatico allungò nell'ultimo strappo che portava a Briançon e fu terzo al traguardo.
Galvanizzato da una classifica notevolmente migliorata, Pantani si ripeté ancora all'indomani, nella tappa con arrivo a Courchevel 2000: scattato a 16km dall'arrivo, negli ultimi 5 riattaccò gli ultimi superstiti e fece il vuoto, staccando nettamente Armstrong e vincendo la tappa. Sesto in classifica generale, ma con ancora nove minuti da recuperare sulla maglia gialla, all'indomani Pantani creò scompiglio nel gruppo, cercando un complicato assalto alla maglia gialla, iniziato a più di 130km dal traguardo. Dopo un lungo inseguimento, il suo tentativo fu riassorbito ai piedi della quinta e ultima montagna di giornata, a causa di un'eccessiva improvvisazione dell'azione e della scarsa collaborazione dei suoi colleghi di fuga. Pur mandando in difficoltà Armstrong, Pantani (che, per non perdere secondi, si era anche mal alimentato) andò in crisi per l'enorme sforzo profuso e, in preda alla dissenteria, transitò a 13'44" dal vincitore di tappa, Richard Virenque. All'indomani annunciò il ritiro dalla corsa.
Il Tour di quell'anno fu l'ultimo che vide ai nastri di partenza Marco Pantani, la cui squadra nelle successive edizioni non sarebbe più stata invitata dal patron della kermesse, Jean-Marie Leblanc: a suo dire, infatti, il Pirata non avrebbe offerto sufficienti garanzie di competitività.
Quanto alle altre vittorie, in stagione Marco Velo si confermò per la terza e ultima volta campione italiano a cronometro.

### 2001: la lenta discesa
Con il passaggio di Stefano Garzelli alla Mapei-Quick Step, la Mercatone Uno si ritrovò orfana di un importante punto di riferimento, che aveva sopperito ottimamente alla mancanza di brillantezza di Pantani nelle corse a tappe del 2000. Salutò anche Enrico Zaina, prezioso gregario di Pantani nelle salite di Giro e Tour.
Il clima in squadra si fece inoltre via, via più pesante, a causa di numerose indagini avviate da varie Procure nei confronti del Pirata, che si ritrovò imputato in un processo per frode sportiva intentato nei suoi confronti per fatti risalenti alla Milano-Torino del 1995 (la gara nella quale si era gravemente infortunato, rimanendo fermo un anno). Sotto i peggiori auspici, partecipò al Giro d'Italia 2001, durante il quale faticò oltremodo e si ritirò prima della 19ª tappa. La Mercatone Uno, che aveva perso il diritto a partecipare ai Grandi Giri per via di un peggioramento nel ranking mondiale, non ottenne un invito al Tour de France 2001, ufficialmente per mancanza di "garanzia di risultati". L'invito arrivò invece dagli organizzatori della Vuelta a España, a patto però che Pantani fosse incluso nel novero dei nove convocati. Il Pirata partecipò alla corsa spagnola per la seconda volta in carriera, tuttavia controvoglia, arrivando ad accumulare un ritardo di un'ora in dieci tappe: l'indomani, complice una caduta, abbandonò la corsa. Si trattò dell'ottavo ritiro su undici competizioni cui prese parte in stagione.
In stagione la squadra ottenne solo tre vittorie, tra cui due frazioni di brevi corse a tappe, rispettivamente della Vuelta a Asturias con Fabiano Fontanelli e della Vuelta a Castilla y León con Cristian Moreni. Il miglior risultato nelle grandi corse a tappe fu di Marco Velo, undicesimo in classifica generale al Giro d'Italia.

### 2002: l'addio di Martinelli e la crisi di risultati
Il 2002 si aprì con l'addio del team manager che aveva portato la squadra alla storica tripletta del 1998, Giuseppe Martinelli, passato alla Saeco, nonché di Orlando Maini. A dirigere il team arrivò Manuela Ronchi, già agente e portavoce di Pantani. La manager affidò la direzione sportiva a Marino Amadori, ex ciclista di rilievo negli anni '80 e direttore sportivo di successo nel ciclismo femminile, capace di portare alla vittoria Fabiana Luperini in quattro Giri Rosa e tre edizioni della Grande Boucle. La squadra, che già aveva perso diversi pezzi pregiati nelle due stagioni precedenti, impoverì ulteriormente il profilo tecnico, perdendo in un solo colpo Marco Velo, Igor Astarloa e Daniele De Paoli. Gli arrivi di Luca Mazzanti dalla Fassa Bortolo e Massimiliano Mori dalla Saeco non bastarono a garantire alla squadra una batteria di atleti in grado di sostenere il Pirata nelle grandi corse a tappe.
Le vittorie stagionali della squadra furono, così, scarsissime: il miglior corridore fu Fabiano Fontanelli, che si aggiudicò una tappa e la classifica generale del Giro della Provincia di Lucca, oltre al Gran Premio Città di Rio Saliceto e Correggio. Andrej Mizurov, invece, trionfò in Kazakistan, aggiudicandosi la prova nazionale a cronometro.
Al Giro d'Italia, con capitano Pantani, la squadra non riuscì a emergere: il "Pirata" in salita andò subito in difficoltà, ritirandosi durante la 16ª tappa, ai piedi delle Dolomiti, quando il suo distacco in classifica era già di quasi un'ora dalla maglia rosa (come Mario Cipollini, velocista). In generale, il Pirata fece registrare un'annata incolore, caratterizzata dalla coda del processo, nel quale fu assolto per la non sussistenza del reato all'epoca dei fatti, ma con la conferma di fatto dell'uso di sostanze dopanti e uno stop impostogli dagli organi federali per alcuni mesi.
Per tutti questi motivi, gli organizzatori del Tour de France preferirono non invitare la Mercatone Uno e la stessa cosa accadde anche alla Vuelta a España.

### 2003: dal Giro della speranza alla definitiva chiusura
Nel 2003 la squadra cambiò profondamente. Dopo il fallito accordo di unione con l'Acqua & Sapone-Cantina Tollo, diretta da Vincenzo Santoni e capitanata da Mario Cipollini, per la creazione della "Mercatone Uno-Elitron", il gruppo riuscì a continuare l'attività grazie all'arrivo di Davide Boifava, già team manager di Pantani a inizio carriera, accompagnato da un nuovo sponsor, l'azienda vinicola Scanavino, e da un nuovo fornitore di bici da corsa, Carrera. Nasceva così la Mercatone Uno-Scanavino, che scese di graduatoria nella classifica internazionale, passando dalla prima alla seconda divisione. Con una squadra rinnovata negli interpreti e arricchita dai ritorni del suo gregario storico Roberto Conti e dall'arrivo dell'esperto Massimo Codol e di Cristian Gasperoni, Pantani tornò a preparare con entusiasmo la stagione agonistica, mettendo nel mirino Giro e Tour.
Aprì la stagione sfiorando la vittoria di tappa alla Settimana Internazionale di Coppi e Bartali e al Giro d'Italia confermò il miglioramento del suo stato di forma psico-fisica, riuscendo a rimanere in più occasioni con i migliori per provare a vincere una tappa. Inizialmente in ritardo di condizione sugli Appennini per via della lunga inattività, venne fuori alla distanza e si distinse in particolare sul Monte Zoncolan, dove fu l'unico a reagire all'attacco sferrato da Gilberto Simoni, prima di crollare negli ultimi duecento metri, finendo quinto dietro la maglia rosa, Garzelli, "Nando" Casagrande e Jaroslav Popovyč. La buona prova sullo Zoncolan, unita a qualche altro discreto risultato parziale, lo portò a issarsi fino al 9º posto in generale, alimentando le speranze di podio. Una sfortunata caduta in discesa nella tappa di Chianale, per colpa della quale arrivò decisamente staccato al traguardo, fece perdere diverse posizioni in generale al Pirata, cancellandone di fatto le ambizioni di classifica. Il 30 maggio, a 5 km dalla conclusione della tappa di Cascata del Toce, Pantani piazzò gli ultimi scatti in salita della sua carriera: dopo ben cinque accelerazioni nell'arco di un paio di chilometri, tuttavia, finì per esser ripreso dalla maglia rosa Gilberto Simoni, chiudendo 12º a 44" dal vincitore. Al termine del Giro, fu 14º in classifica generale (in seguito, 13° dopo la squalifica di Raimondas Rumšas), miglior risultato personale finale in una corsa a tappe dal Giro del Trentino 1999, che diede a molti la sensazione che il Pirata fosse pronto a tornare ai suoi livelli.
In un'ultima intervista televisiva al termine del Giro d'Italia, inoltre, Pantani diede quasi per certa la sua partecipazione al Tour de France con un'altra formazione, in modo da aggirare l'esclusione della Mercatone Uno dalla Grande Boucle; tuttavia, l'accordo con il Team Bianchi di Jan Ullrich saltò e Pantani rimase fuori dal Tour per il terzo anno consecutivo. A seguito di un ricovero in una clinica specializzata nella cura della depressione e della dipendenza da alcol, il corridore rinunciò al prosieguo della stagione, non prendendo parte alla Vuelta, alla quale era atteso alla sua terza partecipazione.
In un anno particolarmente avaro di vittorie (solo otto e nessuna di rilievo), l'ultimo trionfo della Mercatone Uno arrivò il 14 settembre allo Ster Elektrotoer, nei Paesi Bassi, con Enrico Degano. A fine anno, però, chiuse i battenti. Tra gli atleti di rilievo, Codol passò alla Fassa Bortolo, Eddy Serri e altri cinque al Team Barloworld, mentre Fontanelli, Conti e Daniel Clavero (col quale Pantani aveva vissuto assieme nell'ultimo anno) lasciarono il professionismo, così come il ds Amadori. Boifava, invece, riprese l'attività solo nel 2005 con il piccolo team Androni Giocattoli-3C Casalinghi Jet. Pantani, ormai lontano dal ciclismo, si avviò lentamente verso la morte, avvenuta in una stanza dell'Hotel "Le Rose" di Rimini nella giornata del 14 febbraio 2004.

## Cronistoria

### Annuario
| Anno | Codice | Nome                             | Cat. | Biciclette       | Dirigenza |
| ---- | ------ | -------------------------------- | ---- | ---------------- | --- |
| 1997 | MER    | Mercatone Uno-Wega               | GSII | Wilier Triestina | Manager: Luciano Pezzi, Franco Cornacchia Dir. sportivi: Giuseppe Martinelli, Davide Cassani, Alessandro Giannelli,               |
| 1998 | MER    | Mercatone Uno-Bianchi            | GSI  | Bianchi          | Manager: Luciano Pezzi, Franco Cornacchia Dir. sportivi: Giuseppe Martinelli, Alessandro Giannelli, Orlando Maini, Romano Cenni   |
| 1999 | MER    | Mercatone Uno-Bianchi            | GSI  | Bianchi          | Manager: Franco Cornacchia Dir. sportivi: Giuseppe Martinelli, Alessandro Giannelli, Orlando Maini                                |
| 2000 | MER    | Mercatone Uno-Albacom            | GSI  | Bianchi          | Manager: Franco Cornacchia Dir. sportivi: Giuseppe Martinelli, Alessandro Giannelli, Orlando Maini                                |
| 2001 | MER    | Mercatone Uno-Stream TV-Bailetti | GSI  | Bianchi          | Manager: Franco Cornacchia Dir. sportivi: Giuseppe Martinelli, Alessandro Giannelli, Orlando Maini                                |
| 2002 | MER    | Mercatone Uno                    | GSI  | Wilier Triestina | Manager: Manuela Ronchi Dir. sportivi: Marino Amadori, Riccardo Magrini, Massimo Podenzana                                        |
| 2003 | MER    | Mercatone Uno-Scanavino          | GSII | Carrera          | Manager: Franco Cornacchia, Davide Boifava Dir. sportivi: Marino Amadori, Alessandro Giannelli, Leonardo Levati, Pietro Turchetti |

### Classifiche UCI
| Anno | Class. | Pos. | Migliore cl. individuale |
| ---- | ------ | ---- | ------------------------ |
| 1997 | -      | 11º  | Beat Zberg (13º)         |
| 1998 | -      | 10º  | Marco Pantani (4º)       |
| 1999 | GSI    | 6º   | Marco Pantani (27º)      |
| 2000 | GSI    | 18º  | Stefano Garzelli (14º)   |
| 2001 | GSI    | 22º  | Igor Astarloa (117º)     |
| 2002 | GSI    | 30º  | Fabiano Fontanelli (71º) |
| 2003 | GSII   | 8º   | Eddy Serri (253º)        |

## Palmarès

### Grandi Giri
- Giro d'Italia

Partecipazioni: 7 (1997, 1998, 1999, 2000, 2001, 2002, 2003)
Vittorie di tappa: 8
1998: 3 (2 Marco Pantani, Fabiano Fontanelli)
1999: 4 (4 Marco Pantani)
2000: 1 (Stefano Garzelli)
Vittorie finali: 2
1998 (Marco Pantani)
2000 (Stefano Garzelli)
- Tour de France

Partecipazioni: 4 (1997, 1998, 1999, 2000)
Vittorie di tappa: 8
1997: 3 (2 Marco Pantani, Mario Traversoni)
1998: 2 (2 Marco Pantani)
1999: 1 (Dmitrij Konyšev)
2000: 2 (2 Marco Pantani)
Vittorie finali: 1
1998 (Marco Pantani)
- Vuelta a España

Partecipazioni: 1 (2001)
Vittorie di tappa: 0
Vittorie finali: 0

### Campionati nazionali
- Campionati italiani: 3

Cronometro: 1998, 1999, 2000 (Marco Velo)
- Campionati kazaki: 1

Cronometro: 2002 (Andrej Mizurov)